# Neocteniza coylei
Neocteniza coylei is een spinnensoort in de taxonomische indeling van de valdeurspinnen (Idiopidae).
Het dier behoort tot het geslacht Neocteniza. De wetenschappelijke naam van de soort werd voor het eerst geldig gepubliceerd in 1992 door Pablo A. Goloboff & Norman I. Platnick.